# Caesars Palace Grand Prix 1982
Caesars Palace Grand Prix 1982 var det sista av 16 lopp ingående i formel 1-VM 1982.  Detta var det andra av två grand prix som kördes i Las Vegas. Detta var också den tredje F1-deltävlingen som kördes i USA denna säsong. 

## Resultat
1. Michele Alboreto, Tyrrell-Ford, 9 poäng
2. John Watson, McLaren-Ford, 6
3. Eddie Cheever, Ligier-Matra, 4
4. Alain Prost, Renault, 3
5. Keke Rosberg, Williams-Ford, 2
6. Derek Daly, Williams-Ford, 1
7. Marc Surer, Arrows-Ford
8. Brian Henton, Tyrrell-Ford
9. Andrea de Cesaris, Alfa Romeo
10. Bruno Giacomelli, Alfa Romeo
11. Mauro Baldi, Arrows-Ford
12. Rupert Keegan, March-Ford
13. Raul Boesel, March-Ford

### Förare som bröt loppet
- Manfred Winkelhock, ATS-Ford (varv 62, för få varv)
- Niki Lauda, McLaren-Ford (53, motor)
- Tommy Byrne, Theodore-Ford (39, snurrade av)
- Derek Warwick, Toleman-Hart (32, tändning)
- Elio de Angelis, Lotus-Ford (28, motor)
- Mario Andretti, Ferrari (26, snurrade av)
- Nelson Piquet, Brabham-BMW (26, motor)
- René Arnoux, Renault (20, motor)
- Riccardo Patrese, Brabham-BMW (17, koppling)
- Nigel Mansell, Lotus-Ford (8, kollision)
- Jacques Laffite, Ligier-Matra (5, tändning)

### Förare som ej startade
- Patrick Tambay, Ferrari
- Roberto Guerrero, Ensign-Ford
- Jean-Pierre Jarier, Osella-Ford

### Förare som ej kvalificerade sig
- Teo Fabi, Toleman-Hart
- Eliseo Salazar, ATS-Ford
- Chico Serra, Fittipaldi-Ford